# Rowley Corridor
Der Rowley Corridor ist ein rund 750 m hoher Gebirgspass an der Rymill-Küste des Palmerlands im Südteil der Antarktischen Halbinsel. In den Batterbee Mountains führt er vom Ryder-Gletscher im Norden zum Conchie-Gletscher im Süden und trennt Mount Ness sowie Mount Bagshawe von den Gipfeln, die unmittelbar am Ufer des George-VI-Sunds aufragen.
Das UK Antarctic Place-Names Committee benannte ihn nach David Noel Rowley (* 1937), leitender Pilot beim British Antarctic Survey von 1969 bis 1974.